# Fredrik Nyström
Fredrik Nyström  – szwedzki brydżysta z tytułami World Grand Master (WBF) oraz European Grand Master (EBL).
Jego stałym partnerem brydżowym jest Peter Bertheau.

## Wyniki brydżowe

### Olimpiady
Na olimpiadach uzyskał następujące rezultaty:
| Olimpiady brydżowe. Zawody teamów | Olimpiady brydżowe. Zawody teamów | Olimpiady brydżowe. Zawody teamów | Olimpiady brydżowe. Zawody teamów | Olimpiady brydżowe. Zawody teamów | Olimpiady brydżowe. Zawody teamów |
| Rok                               | Miejsce                           | Zawody                            | Kategoria                         | Drużyna                           | Pozycja                           |
| --------------------------------- | --------------------------------- | --------------------------------- | --------------------------------- | --------------------------------- | --------------------------------- |
| 2012                              | Lille                             | 2. Olimpiada Sportów Umysłowych   | Open                              | Sweden                            | 1                                 |
| 2004                              | Stambuł                           | 12. Olimpiada Teamów              | Open                              | Sweden                            | 9                                 |

### Zawody światowe
W światowych zawodach zdobył następujące lokaty:
| Mistrzostwa Świata. Konkurencja teamów | Mistrzostwa Świata. Konkurencja teamów | Mistrzostwa Świata. Konkurencja teamów | Mistrzostwa Świata. Konkurencja teamów | Mistrzostwa Świata. Konkurencja teamów | Mistrzostwa Świata. Konkurencja teamów |
| Rok                                    | Miejsce                                | Zawody                                 | Kategoria                              | Drużyna                                | Pozycja                                |
| -------------------------------------- | -------------------------------------- | -------------------------------------- | -------------------------------------- | -------------------------------------- | -------------------------------------- |
| 2011                                   | Veldhoven                              | 40. Mistrzostwa Świata Teamów          | Open                                   | Sweden                                 | 5                                      |
| 2010                                   | Filadelfia                             | 13. Seria Mistrzostw Świata            | Open                                   | Fredin                                 | 9                                      |
| 2007                                   | Szanghaj                               | 38. Mistrzostwa Świata Teamów          | Open                                   | Sweden                                 | 5                                      |
| 2006                                   | Werona                                 | 12. Mistrzostwa Świata                 | Open                                   | Henner                                 | 2                                      |
| 2005                                   | Estoril                                | 37. Mistrzostwa Świata Teamów          | Open                                   | Sweden                                 | 4                                      |
| 2003                                   | Monte Carlo                            | 36. Mistrzostwa Świata Teamów          | Open                                   | Sweden                                 | 13                                     |
| 2002                                   | Montreal                               | 11. Mistrzostwa Świata                 | Open                                   | Fredin                                 | 4                                      |

| Mistrzostwa Świata. Konkurencja par | Mistrzostwa Świata. Konkurencja par | Mistrzostwa Świata. Konkurencja par | Mistrzostwa Świata. Konkurencja par | Mistrzostwa Świata. Konkurencja par | Mistrzostwa Świata. Konkurencja par |
| Rok                                 | Miejsce                             | Zawody                              | Kategoria                           | Partner                             | Pozycja                             |
| ----------------------------------- | ----------------------------------- | ----------------------------------- | ----------------------------------- | ----------------------------------- | ----------------------------------- |
| 2010                                | Filadelfia                          | 13. Mistrzostwa Świata              | Miksty                              | Grace Jeklin                        | 31                                  |
| 2002                                | Montreal                            | 11. Mistrzostwa Świata              | Open                                | Peter Stromberg                     | 66                                  |
| 2001                                | Stargard                            | 4. Mistrzostwa Świata Par Juniorów  | Juniorzy                            | Johan Upmark                        | 11                                  |
| 1999                                | Nymburk                             | 3. Mistrzostwa Świata Par Juniorów  | Juniorzy                            | Peter Stromberg                     | 6                                   |
| 1998                                | Lille                               | 10. Mistrzostwa Świata              | Open                                | Daniel Auby                         | 69                                  |
| 1995                                | Ghent                               | 1. Mistrzostwa Świata Par Juniorów  | Juniorzy                            | Martin Berg                         | 32                                  |

| Mistrzostwa Świata. Konkurencja indywidualna | Mistrzostwa Świata. Konkurencja indywidualna | Mistrzostwa Świata. Konkurencja indywidualna | Mistrzostwa Świata. Konkurencja indywidualna | Mistrzostwa Świata. Konkurencja indywidualna | Mistrzostwa Świata. Konkurencja indywidualna |
| Rok                                          | Miejsce                                      | Zawody                                       | Kategoria                                    | Pozycja                                      |                                              |
| -------------------------------------------- | -------------------------------------------- | -------------------------------------------- | -------------------------------------------- | -------------------------------------------- | -------------------------------------------- |
| 2004                                         | Werona                                       | 6. Indywidualne Mistrzostwa Świata           | Open                                         | 49                                           |                                              |

### Zawody europejskie
W europejskich zawodach zdobył następujące lokaty:
| Zawody europejskie. Konkurencja teamów | Zawody europejskie. Konkurencja teamów | Zawody europejskie. Konkurencja teamów    | Zawody europejskie. Konkurencja teamów | Zawody europejskie. Konkurencja teamów | Zawody europejskie. Konkurencja teamów |
| Rok                                    | Miejsce                                | Zawody                                    | Kategoria                              | Drużyna                                | Pozycja                                |
| -------------------------------------- | -------------------------------------- | ----------------------------------------- | -------------------------------------- | -------------------------------------- | -------------------------------------- |
| 2012                                   | Dublin                                 | 51. Mistrzostwa Europy Teamów             | Open                                   | Sweden                                 | 8                                      |
| 2010                                   | Ostenda                                | 50. Mistrzostwa Europy Teamów             | Open                                   | Sweden                                 | 5                                      |
| 2009                                   | Paryż                                  | 8. Puchar Europy                          | Open                                   | BKSE-Sweden                            | 3                                      |
| 2009                                   | San Remo                               | 4. Otwarte Mistrzostwa Europy             | Open                                   | Sweden 1                               | 9                                      |
| 2008                                   | Pau                                    | 49. Mistrzostwa Europy Teamów             | Open                                   | Sweden                                 | 10                                     |
| 2007                                   | Antalya                                | 3. Otwarte Mistrzostwa Europy             | Open                                   | Mahaffey                               | 9                                      |
| 2006                                   | Warszawa                               | 48. Mistrzostwa Europy Teamów             | Open                                   | Sweden                                 | 4                                      |
| 2005                                   | Teneryfa                               | 2. Otwarte Mistrzostwa Europy             | Open                                   | Bremark                                | 45                                     |
| 2004                                   | Barcelona                              | 3. Puchar Europy                          | Open                                   | BKH-Sweden                             | 7                                      |
| 2004                                   | Malmö                                  | 47. Mistrzostwa Europy Teamów             | Open                                   | Sweden                                 | 2                                      |
| 2003                                   | Rzym                                   | 2. Puchar Europy                          | Open                                   | Herkules Stockholm                     | 2                                      |
| 2003                                   | Mentona                                | 1. Otwarte Mistrzostwa Europy             | Open                                   | Nystrom                                | 54                                     |
| 2003                                   | Mentona                                | 1. Otwarte Mistrzostwa Europy             | Miksty                                 | Bertheau                               | 2                                      |
| 2001                                   | Teneryfa                               | 45. Mistrzostwa Europy Teamów             | Open                                   | Sweden                                 | 21                                     |
| 2000                                   | Antalya                                | 17. Młodzieżowe Mistrzostwa Europy Teamów | Juniorzy                               | Sweden                                 | 7                                      |
| 1996                                   | Cardiff                                | 15. Młodzieżowe Mistrzostwa Europy Teamów | Młodzież Szkolna                       | Sweden                                 | 4                                      |
| 1994                                   | Papendal                               | 14. Młodzieżowe Mistrzostwa Europy Teamów | Młodzież Szkolna                       | Sweden                                 | 9                                      |

| Zawody europejskie. Konkurencja par | Zawody europejskie. Konkurencja par | Zawody europejskie. Konkurencja par | Zawody europejskie. Konkurencja par | Zawody europejskie. Konkurencja par | Zawody europejskie. Konkurencja par |
| Rok                                 | Miejsce                             | Zawody                              | Kategoria                           | Partner                             | Pozycja                             |
| ----------------------------------- | ----------------------------------- | ----------------------------------- | ----------------------------------- | ----------------------------------- | ----------------------------------- |
| 2003                                | Mentona                             | 1. Otwarte Mistrzostwa Europy       | Open                                | Leif Bremark                        | 156                                 |

## Klasyfikacja
- Fredrik Nyström – klasyfikacja WBF (ang.)
- Fredrik Nyström – klasyfikacja EBL (ang.)